# Міхалін (Зволенський повіт)
Міхалін (пол. Michalin) — село в Польщі, у гміні Зволень Зволенського повіту Мазовецького воєводства.
У 1975-1998 роках село належало до Радомського воєводства.